# NGC 668
NGC 668 é uma galáxia espiral (Sb) localizada na direcção da constelação de Andromeda. Possui uma declinação de +36° 27' 36" e uma ascensão recta de 1 horas, 46 minutos e 22,6 segundos.
A galáxia NGC 668 foi descoberta em 4 de Dezembro de 1880 por Édouard Jean-Marie Stephan.